# Atomaria pusilla
Atomaria pusilla är en skalbaggsart som först beskrevs av Gustaf von Paykull 1798.  Atomaria pusilla ingår i släktet Atomaria, och familjen fuktbaggar. Arten är reproducerande i Sverige.